# Bohumil Servus
Bohumil Servus (* 10. listopadu 1928) byl český a československý politik Československé strany lidové, poslanec Sněmovny lidu a Sněmovny národů Federálního shromáždění za normalizace.

## Biografie
K roku 1981 se profesně uvádí jako dělník. Ve volbách roku 1981 zasedl do Sněmovny lidu (volební obvod č. 102 - Prostějov, Jihomoravský kraj). Ve volbách roku 1986 přešel do české části Sněmovny národů (obvod Prostějov). Ve Federálním shromáždění setrval do konce funkčního období, tedy do svobodných voleb roku 1990. Netýkal se ho proces kooptací do Federálního shromáždění po sametové revoluci.